# Dango & Dienenthal
DANGO & DIENENTHAL Maschinenbau GmbH je strojírenská firma v Siegenu ve spolkové zemi Severní Porýní-Vestfálsko.

## Historie
Společnost Dango & Dienenthal byla založena v Siegenu, tehdejším Prusku, v roce 1865 Augustem Dangem a Louisem Dienenthalem jako slévárna neželezných kovů.
Na přelomu století, přesněji v roce 1901 začala společnost Dango & Dienenthal se stavbou speciálních strojů pro hutní průmysl, který byl v té době rozšířen i v okolí města Siegen.
V roce 1909 si firma patentovala mobilní mlýn/drtič s vodorovnými kuželovými koly.
Po 1. světové válce trvala Francie na platnosti smluv, které uzavřely německé firmy s francouzskými partnery. Firma tak měla dodat dvířka pro regulaci větrů ve vysokých pecích.

## Dango & Dienenthal v českých zemích
Již 6. dubna 1886 byl Krajským soudem v Novém Jičíně zapsán do obchodního rejstříku odštěpný závod ve Vítkovicích, jehož společníky byli August Dango a Louis Dienenthal, mosazníci v Siegenu. Adresa firmy byla Vítkovice 140. S rozrůstajícími Vítkovicemi se cesty změnily na ulice a tyto ulice dostaly svá jména. Firma se rozkládala u křižovatky ulic Albertstrasse a Stahlwerks Straße (Ocelářská). Proto byla uváděna adresa Albertstrasse 140, jindy Stahlwerks Straße 140.
Později byla firmě stanovena adresa na ulici Albertstrasse, resp. Verdunská, a přiděleno orientační číslo 49. Ulice se několikrát přejmenovávala: Palackého, Verdunská, Hermanna Göringa, Ruská.
V adresáři z roku 1906 je uvedeno sídlo č. p. 513. Stejná adresa byla uvedena i v roce 1948, tentokrát jako Ruská 62. 49°48′47″ s. š., 18°15′40″ v. d. Přes ulici byla vila Adolfa Suesse, majitele společnosti A.Suess & Comp., která se zabývala výrobou cementu.

#### Výroba
Základními provozy továrny byla slévárna kovů, měďárna a dílna pro opracování kovových odlitků a měděných výfučen. Kvalifikované zaměstnance sháněl závod pomocí inzerátů: „Do nové dílny dřevěných modelů se hledá mladší modelář se speciálními znalostmi v oblasti metalurgie, dále několik šikovných soustružníků a pár slévačů mosazi. Cestovní výdaje budou proplaceny. Vedoucí provozu Wendt poskytne podrobné informace." Vedoucí závodu a obchodní ředitel byl Ing. Blumrath Peter; v době, kdy firma měla několik desítek zaměstnanců, nevedl pobočku nikdo z majitelů.
Kvalifikovaných dělníků byl stále nedostatek; firma tuto situaci řešila přesčasy. Prodloužení pracovní doby o 2 hodiny na výsledných 13 hodin bylo povoleno úřady 20 dělníkům po dobu 14 dní.
K propagaci svých služeb využívala slévárna inzeráty, ve kterých byly nabízeny odlitky všech velikostí a typů podle výkresu nebo podle modelu, odlitky z fosforového bronzu složení dle Dr. Carla Künzela z Drážďan, odlitky z tvrdého olova. Nabízeny byly i produkty armaturky, tj. ventily, kohouty a šoupátka, dále pak armatury vyrobené z materiálu odolného vůči kyselinám (pro továrny na celulózu). Nabízeny byly rovněž součásti vysokých pecí (bloky trysek s cihlovou vyzdívkou a bez ní, svařované chladicí boxy a součásti ohřívačů větrů (Cowper, Whitwell), dále pak kluzná ložiska, ozubená kola a uzávěry generátoru dle patentu AT8263B Justuse Hofmanna a Fridricha Stacha.

#### Generační výměna
Dne 6. srpna 1899 byl vymazán z obchodního rejstříku August Dango a 21. června 1901 také Louis Dienenthal. Do čela firmy nastoupila nová generace: August Julius Dango, inženýr v Siegenu, Otto Dienenthal, inženýr ve Vítkovicích a Wilhelm Dienenthal, obchodník ze Siegenu.
Personální obsazení vítkovického pobočného závodu:
- Otto Dienenthal, akcionář a vedoucí závodu
- administrativa: Richard Walloch – vedoucí účtárny; Richard Neiser – úředník; Franz Kaczmarzyk – praktikant
- technici: Karl Hruby – vedoucí provozu, Eduard Matonia – slévačský mistr; Ambrosius Neuser – mistr měďárny

#### Provoz firmy ve Vítkovicích
V roce 1906 proběhla několika novinami zpráva o krádeži mědi z železničního vozu na závodní koleji. Katolický týdeník Čech uveřejnil v roce 1907 zprávu o krádeži železa.
V roce 1908 uveřejnily noviny Volksfreund zprávu o poměrech v továrně: „Mistr slévač jménem Matonia Eduard se zde chystá na neplechu. Rychle zasáhl učně, který udělal chybu při tvarování tak špatně přes hlavu, že vykrvácel. Učeň pak požádal o pracovní sešit. Mistr místo toho, aby mu knihu dal, ho velkolepě udeřil. Když učeň upadl, dal mu další kopačky. Následující metody ale rád používá i s ostatními pracovníky. Obzvláště rád bral dělníky pod krkem a ošetřoval je pod krkem. O urážkách, kterými dělníky používal, by se dal napsat celý lexikon nadávek. Bylo by vhodné, aby si tato osoba koupila Kiggeho (Adolf von) „O jednání s lidmi“ a prostudovala si ho. Jinak by dělníci museli vzít úkol vzdělávání do svých rukou."
Na chování mistra si o několik let později stěžoval i Ostravský dělnický denník, který konstatoval, že mistr Hrubý je Čech, ale mluví s Čechy německy. Současně ho označil za hrozbu pro Sociálně demokratickou stranu. Deník Duch času podával zprávu o volbách do závodní rady, kde švagr majitele Otty Dienenthala, Ing. Hanuš Tronner, nevybíravými prostředky prosazoval do závodní rady prokuristu Karla Meixnera. Důsledkem bylo propuštění Richarda Wallocha, vedoucího účtárny. Článek neopomněl zmínit národnost obou aktérů. Dienenthala označil jako Prušáka, Tronnera jako Rakušáka.
Firma Dango & Dienentahl inzerovala, že je jediný závod v republice, který ve své měďárně vyrábí z čisté elektrolytické mědi kované výfučny a ochranné formy pro vysoké pece.
Dne 5. května 1932 vybuchl odlévací stroj a zranil několik dělníků a úředníka Slavíka, který přišel o oko. Zraněný Ing. Bull, externí pracovník, žaloval firmu, ale soud dne 18. ledna 1933 ve věci nerozhodnul.
V roce 1934 Firma Deutsche Metallwerk z Berlína žalovala firmu Dango & Dienenthal za zneužití názvu „Rüberbronz" při označení slitiny, kterou dodávala firma do Vítkovických železáren. Svoji škodu způsobenou preferováním slitiny Dango & Dienenthal firmou Vítkovické železárny vyčíslila na 50 000 Kč.
Účastníci konference „Plyn a voda 1935" byli pozváni na exkurzi do závodu.
Národnostní napětí před 2. světovou válkou gradovalo, o čemž svědčí i článek 50 let provozují živnost bez oprávnění: „...koncem minulého roku při vyřizování jistých záležitostí firma předložila živnostenský list. Nastalo všeobecné šetření a zjistilo se, že továrna je již padesát let v provozu bez oprávnění. Majitelé Otto a Willy Dienenthal jsou německými státními příslušníky a žijí ve Vestfálsku. Také společník a vedoucí Jan Trammer je rakouským státním příslušníkem. Z toho zjištění si továrníci těžkou hlavu nedělají, neboť oznámili, že jestliže povolení k provozu neobdrží, propusti 300 zaměstnaných dělníků a zastaví výrobu. Zato úřadům bude těžko věc vyřešiti už proto, že majitelé jsou Němci, kteří neobdrží živnostenský list v našem státě."
Otto Dienenthal sídlil trvale ve Vítkovicích. Pronajal si honební revír, ale smlouva byla napadána v tisku a případ skončil u soudu.
Dne 19. listopadu 1940 Otto Dienenthal zemřel.

#### Po druhé světové válce
Dne 13. července 1945 darovali dělníci jako dík za osvobození soudruhu Stalinovi velké šoupátko ze šlechtěného kovu.
Dne 22. října 1945 byl zapsán do obchodního rejstříku národní správce, dílovedoucí Emanuel Birovský.
V roce 1946 se rozhodlo o sloučení menších armaturek a koncentraci výroby armatur do Dolního Benešova do podniku Moravskoslezská armaturka. V Dolním Benešově byla továrna Holuscha a spol., továrna, na kotle a radiátory, ke které se administrativně připojila armaturka Dango & Dienethal a Továrna na armatury, a.s. Dolní Lipová. Plánovaný počet zaměstnanců byl 1 500 osob. Výroba Dango & Dienenthal ještě pokračovala i ve Vítkovicích, ale již pod názvem MSA.

#### Zajímavost
V roce 1983 označil československý dobový tisk Hanse Weidlanda, obchodního zástupce firmy Dango & Dienenthal, jako špiona pracujícího pro západního nepřítele.

## Firma v Německu
Dne 6. dubna 1936 společnost opustil Otto Dienenthal a vstoupili do ní inženýr Bernhard Dango a kvalifikovaný inženýr Herbert Dienenthal.
Dne 24. dubna 1942 umřel Willy Dienenthal.

## Výrobní sortiment
Společnost Dango & Dienenthal se zabývá výrobou speciálních strojů a zařízení pro výrobu a zpracování kovů pro kovohutě, ocelárny, kovárny, válcovny, slévárny, metalurgické pece, hlinikárny, feroslitinářské provozy a provozy pro zpracování barevných a neželezných kovů. Produkty společnosti Dango & Dienenthal Maschinenbau GmbH:
- Volné kování: kolejový kovací manipulátor, kolový kovací manipulátor, transportní manipulátor, otočný stůl
- Zápustkové kování a válcování kruhů: transportní manipulátor, statický robot pro manipulaci s těžkými břemeny, kolejový robot pro manipulaci s těžkými břemeny
- Ocelárny: stahovač strusky, naklápěcí stojan, měřící technika
- Redukční pece: kolové zavážecí, odpichové a rozdělovací stroje, kolejové zavážecí, odpichové a rozdělovací stroje, měřící technika

Zařízení Dango & Dienenthal pracovala i v českých hutích. Na vysoké peci č. 6 Třineckých železáren používali vyvrtávačku a ucpávačku.

## Konec 20. století
Kromě základního podniku v Siegenu vybudoval Dango & Dienenthal odštěpné závody v Evropě. Na globalizaci ekonomiky firma reagovala založením dceřiných společností s výrobními závody v Jižní Africe (od roku 1982), Severní Americe (1986) a Indii (1998). Prodejní a servisní pobočka existuje v Japonsku od roku 1999.
V roce 2003 vznikl společný podnik Dango & Dienenthal a Paul Wurth (Lucembursko). Podnik TMT – Tapping Measuring Technology vyvíjí a konstruuje zařízení pro provoz vysokých pecí a odpichové zařízení pro redukční pece. TMT má vlastní pobočku v Číně a výrobní závod pro vyvrtávací tyče v Haigeru.
V roce 2015 se ke skupině Dango & Dienenthal připojil HENCON se sídlem v Nizozemsku. Tato pobočka společnosti již několik desetiletí vyvíjí a vyrábí stroje a systémy pro hliníkářský průmysl, hlubinnou těžbu a od roku 2008 speciální techniku pro zemědělství a lesnictví.
Ve dvacátých letech 21. století byla Dango & Dienenthal v Siegenu stále ještě rodinná společnost. Řídil ji Rainer Dango a Arno Dienenthal, jako příslušníci páté generace majitelů. V roce 2024 měl závod v Siegenu 180 zaměstnanců a celá skupina pak po celém světě celkem asi 700 zaměstnanců.